# Lisy (województwo lubelskie)
Lisy – wieś w Polsce położona w województwie lubelskim, w powiecie bialskim, w gminie Biała Podlaska.
W latach 1975–1998 miejscowość administracyjnie należała do województwa bialskopodlaskiego.
Wieś jest sołectwem w gminie Biała Podlaska. Według Narodowego Spisu Powszechnego z roku 2011 wieś liczyła 56 mieszkańców.
Wierni Kościoła rzymskokatolickiego należą do parafii św. Anny w Białej Podlaskiej.